# 殺戮房間
《殺戮房間》（英語：The Kill Room）是一部2023年美國黑色喜劇驚悚片，由妮可·帕隆執導，喬納森·雅各布森編劇。主演包括鄔瑪·舒曼、山繆·傑克森、喬·曼格尼洛、瑪雅·霍克、黛碧·梅瑟和賴瑞·潘恩。電影2023年9月28日在美國上映。

## 演員
- 鄔瑪·舒曼飾演派翠絲·卡普洛
- 山繆·傑克森飾演高登·戴維斯
- 喬·曼格尼洛飾演雷吉·皮特
- 瑪雅·霍克飾演葛蕾絲
- 黛碧·梅瑟（英语：Debi Mazar）飾演和服女
- 賴瑞·潘恩（英语：Larry Pine）飾演加爾文森醫生
- 德莉·海明威飾演艾妮卡

## 製作
2022年4月，據報導山繆·傑克森和鄔瑪·舒曼將出演由妮可·帕隆執導、喬納森·雅各布森（Jonathan Jacobson）編劇的電影《殺戮房間》（The Kill Room）。這將是傑克森和舒曼繼《黑色追緝令》（1994年）後相隔28年再度合作。同月，宣佈喬·曼格尼洛參演。5月，宣佈瑪雅·霍克、黛碧·梅瑟、賴瑞·潘恩和德莉·海明威參演。

### 拍攝
主體拍攝於2022年5月初在紐澤西州和紐約開始進行。

## 外部連結
- 互联网电影数据库（IMDb）上《殺戮房間》的资料（英文）
- 豆瓣电影上《殺戮房間》的資料 （简体中文）